# Церемонія закриття зимових Олімпійських ігор 2014
Церемонія закриття зимових XXII Олімпійських Ігор відбулася 23 лютого 2014 на Олімпійському стадіоні «Фішт» в Сочі, розпочалася о 20:14 за московським часом та тривала протягом 2,5 години. Основною темою була російська культура очима європейця.
Постановником церемонії став італійський театральний режисер Даніеле Фінці Паска.
Подивитись цю подію по українському телебаченню можна було на Першому національному.

## Програма

### Прапор і гімн Російської Федерації
Прапор на арену внесли всі володарі золотих медалей збірної Росії, крім Максима Транькова та Олександра Зубкова, а гімн країни виконав Великий дитячий хор.

### Парад спортсменів
На арену прапороносцями були занесені прапори всіх країн, які взяли участь на Олімпійських іграх в Сочі, а слідом з'явилися спортсмени 2856 осіб, що представляють 88 країн.

### Нагородження переможців
Медалі були вручені представницям збірної Норвегії (Маріт Бйорген, Терезе Йогауг та Крістін Стермер Стейра), які зайняли три перших місця в мас-старті на 30 км вільним стилем. Також медалі були вручені представникам збірної Росії (Олександр Легков, Максим Вилегжаніна та Ілля Черноусов), які зайняли три призові місця в мас-старті на 50 км вільним стилем.

## Художнє та музичне оформлення
- Танцювальний номер з проєкцією морських хвиль та «срібними рибками», які вишикувалися в олімпійські кільця. По повітрю плив човен, в якому сиділи «дівчинка Любов» разом з двома клоунами (Андрій Шарнін та Аскольд Запашний) та друзями «Юрою» (Юрій Гагарін) та «Валентиною» (Валентина Терешкова)[2].
- Церемонію відкрила музика з кінофільму «Це прекрасне життя» (1946) Дмитра Тьомкіна, голлівудського композитора, 4-разового володаря «Оскара»[3].
- Гімн Росії виконав зведений дитячий хор під керуванням Валерія Гергієва.
- Виступ барабанщиків Московського військового музичного училища.
- Команди виходили на стадіон під хіт 1993 року «No Limits» групи 2 Unlimited[4], мелодію пісні Ірини Аллегрової «Молодший лейтенант», групи «Любе» «Не валяй дурака, Америка», Song 2 від Blur[2].
- Російський живопис: Номер, присвячений російського живопису — в дусі картин Марка Шагала (перевернуте село, скрипаль на даху, наречена та наречений). Також відсилання до картини Василя Кандінського «Наречена»[5]. Музичний супровід альтиста Юрія Башмета та скрипки Тані Самуїл, які виконують дуетом фрагмент п'єси Шнітке «Полька для альта з оркестром».
- Російська музика: виконання Concerto No. 2 Сергія Рахманінова піаністом Денисом Мацуєвим. Шоу — із 62 кружляючих роялів.
- Російський балет: виступають артисти Великого та Маріїнського театрів. З'являються актори в образі засновника «Російських сезонів» «Сергія Дягілєва» (Юрій Смекалов), «Анни Павлової» (Ксенія Жиганшина) та її наставника «Енріко Чекетті» (Максим Зюзін) у супроводі 48 танцівників кордебалету[6]. Артисти виконали «па-де-де» під симфонічну сюїту «Шехерезада» Миколи Римського-Корсакова (1888) у виконанні Першого всеросійського юнацького оркестру[7]. Артисти — в костюмах, спроектованих для «Російських сезонів» художниками Срібного століття, наприклад «Шехерезада» Бакста. Також використані відсилання до «Вмираючого лебедя», «Жар-птиці». Хореографію цієї сцени здійснив постановник Еміль Фаскі.
- Російська література: на сцені загримовані під російських письменників актори та їх гігантські портрети — Лев Толстой, Федір Достоєвський, Іван Тургенєв, Олександр Пушкін, Микола Гоголь, Анна Ахматова, Володимир Маяковський, Олександр Солженіцин, Антон Чехов, Микола Гумільов, Марина Цвєтаєва, Осип Мандельштам, Михайло Булгаков, Сергій Єсенін, Олександр Блок, Йосип Бродський[8]. Навколо них танцюють їхні персонажі і 96 бібліотекарів. Все відбувається під музику вальсу Арама Хачатуряна до п'єси Михайла Лермонтова «Маскарад» (1941). Звучать цитати з творів російських класиків:
  - «Послухайте! Адже, якщо зірки запалюють — значить — це комусь потрібно ?» (з вірша Володимира Маяковського «Послухайте!»)
- Цирковий номер. Використана музика — Шостакович, вальс номер 2 з сюїти для джазового оркестру (прозвучала у фільмі Стенлі Кубрика «З широко закритими очима») та вальс з балету Прокоф'єва «Попелюшка».
- Під час презентації корейської олімпійської столиці пісню «Аріран» виконали Чо Сумі і джазова співачка Na Yoon-sun[en][9]. Також згадуються музиканти Lee Seung Chul і Yang Bang Eon. Танцюристи виконали «Танець журавлів», показано виконання на корейському струнному інструменті каяґим.
- Олімпійський вогонь був погашений під музику Едуарда Артем'єва з фільму «Свій серед чужих, чужий серед своїх» в аранжуванні Ігоря Матвієнка[10].
- Прощання звірів-талісманів ігор.
- Пролунав фрагмент пісні Олександри Пахмутової «До побачення, Москва»
- Над сценою в дирижаблі (куля стилізована під яйце Фаберже) ширяла оперна співачка Хібла Герзмава, яка співає пісню «До побачення, Сочі». Гергієв знову диригував хором.

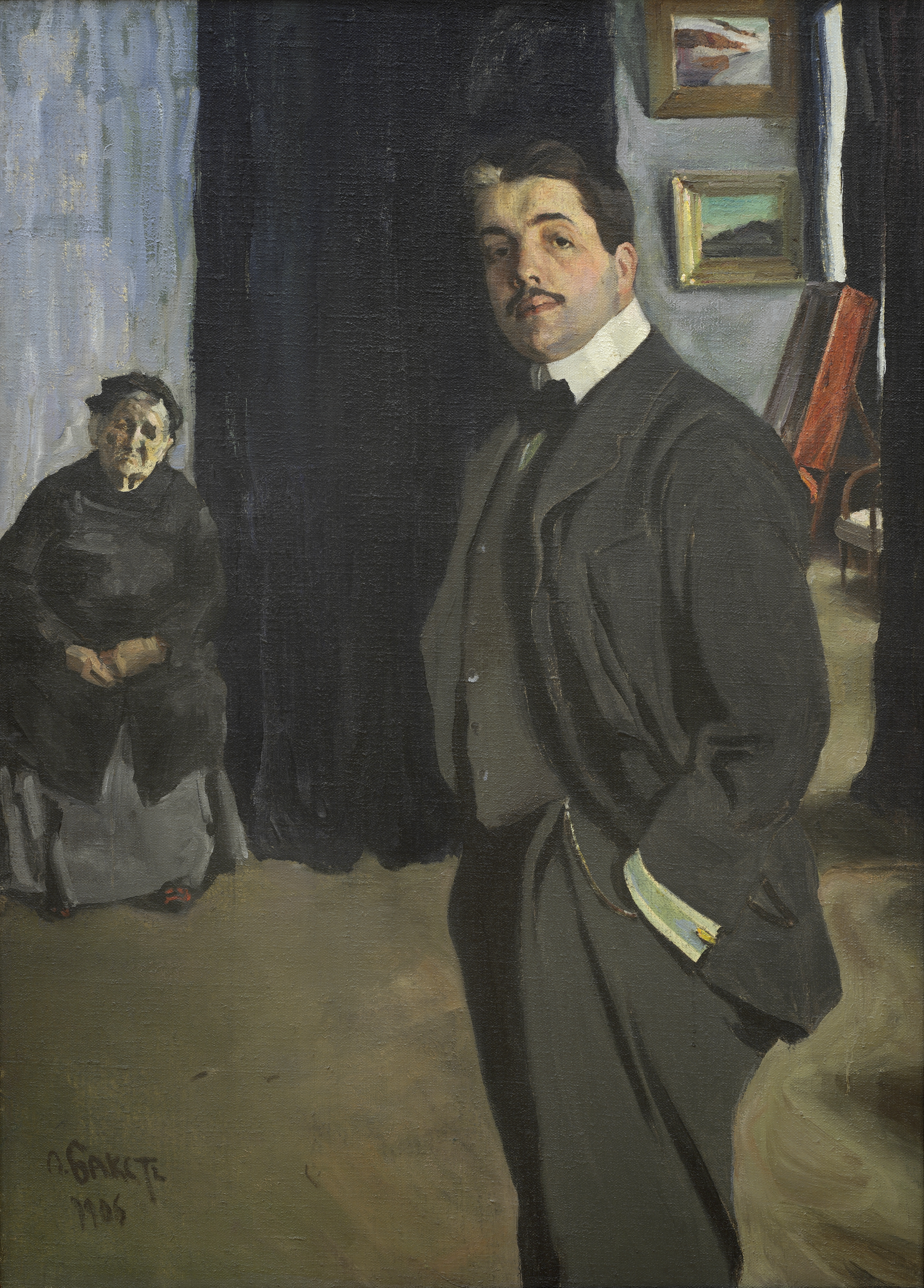
Дягілєв
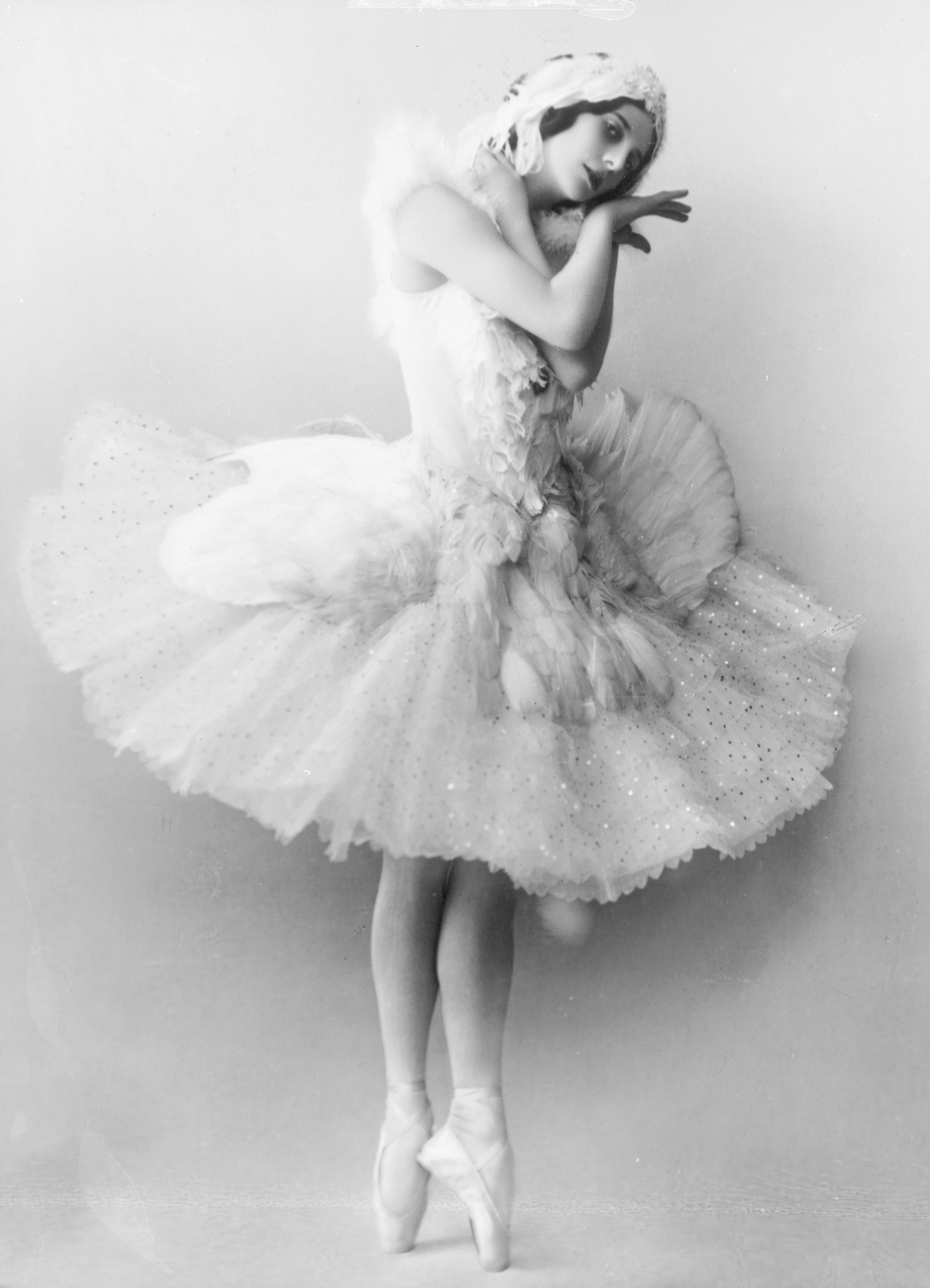
Анна Павлова в образі Вмираючого лебедя
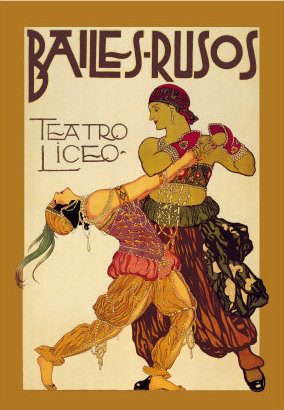
Бакст. «Шехеразада»

## Олімпійські символи
Олімпійський вальс виконала оперна прима Хібла Герзмава. Потім був виконаний гімн Греції та піднятий прапор країни, а слідом виконали Олімпійський гімн та опустили прапор.

### Передача Олімпійського прапора
Мер міста Сочі Анатолій Пахомов зробив кілька помахів прапором та передав його голові МОК Томасу Баху, який так само кілька разів змахнув прапором та передав олімпійську естафету меру корейського міста Пхьончхана Сок Ре Лі, де 2018 року відбудуться наступні зимові олімпійські ігри.

### Гімн Кореї
Гімн країни виконали діти (кореєць та кореянка), в цей же момент був піднятий прапор Кореї.

## Представлення Пхьончхана
Подання столиці зимових олімпійських ігор 2018 року тривало вісім хвилин — було розказано про історію Кореї, що нараховує п'ять тисячоліть. Також в шоу прозвучали звуки традиційного корейського музичного інструменту каягим. Пхьончхан двічі був кандидатом на проведення зимових Олімпійських ігор — 2010 і 2014 роках, а 6 липня 2011 року в Дурбані, Президент Міжнародного Олімпійського комітету Жак Рогге оголосив, що в Пхьончхані пройдуть XXIII зимові Олімпійські ігри 2018 року.

## Факти
- На церемонії була обіграна технічна накладка, що відбулася під час відкриття ігор — тоді не розкрилося одне з п'яти олімпійських кілець[13][14].